# Jabal Ramm
Jabal Ramm (arabiska: جبل رم) är en bergskedja i Jordanien.   Den ligger i guvernementet Akaba, i den södra delen av landet, 270 km söder om huvudstaden Amman.